# Стоян Везенков
Стоян Иванов Везенков е български строителен предприемач, деец за освобождението на българските земи от османска власт.

## Биография

### Строител
Роден е в македонския град Крушево, тогава в Османската империя в семейството на преселника от дебърското село Тресонче майстор Иван (Йован) Везенков. Става строител и постепенно се издига до майстор. Работи 25 години като строител на държавна служба. Името му става известно, след като построява две турски казарми в Битоля и Сараево, след което става устабашия (първомайстор) и строи обществени отомански сгради на Балканите. Освен това строи няколко забележителни моста, като този над река Нишава в Ниш и над Марица в Одрин. Край Битоля построява красива църква. Придобива голяма известност и става приблежен до Високата порта, като получава подаръци лично от султана и често пребивава в Цариград. След Кримската война (1853 – 1856) използва контактите си и започва да се свързва с чужди дипломатически представители.

### Панславистки агент
Прави опит заедно с Иван Шумков през 1859 г. да създаде революционен комитет в Крушево. От 1861 година контактува редовно с руския консул в Солун Алексей Лаговски и посланика в Цариград Алексей Лобанов-Ростовски. В Битоля Стоян се запознва с руския консул Михаил Хитрово. Урежда по-малките си братя Петър Везенков и Константин Везенков да учат в Русия. При негово посещение в Русия му е уредена среща с руския император Александър ІІ в двореца му в Крим, за да разкаже за положението на християните в Турция. Получава руско поданство. По-късно Везенков се запознава и със сръбския дипломатически представител в Цариград Йован Ристич, който в духа на програмата на Илия Гарашанин – Начертание, го окуражава и спонсорира за развиване на антиосманска дейност. Съгласно тогавашната сръбска държавна доктрина, следвало да бъде изградена южнославянска държава под сръбска егида. За целта трябвало системно да се води революционна пропаганда сред южните славяни, като към българите била предвидена специална асимилационна политика.

### Опит за въстание в 1867
През 1866 г. на остров Крит избухва въстание. В разгара на военните действия, по решение сръбското правителство, след съгласуване с Русия е решено да се подготви въстание против Турция. За тази цел в Албания е изпратен Стоян Везенков. Той обикаля Западна Македония и се свързва с албански първенци, които се опитва да привлече за обща българо-албанска антитурска акция. През 1867 година Стоян се опитва да организира въоръжено въстание в Крушевско заедно със Спиро Джеров. Поддържа контакти с руското посолство в Цариград и лично с посланика граф Николай Игнатиев. При едно пътуване до Гърция за закупуване на оръжие е заловен от властите. Откаран е в Ниш и е осъден на смърт чрез обесване, но при изпълнението на присъдата въжето се къса, Стоян е помилван и присъдата му е заменена със 101 години тъмница. Брат му Константин, който по това време е лекар във Верея, Русия, пише изложение до император Александър II. Изложението е подписано и от 50 видни руски общественици, високопоставени лица и близки на двора. Александър II, който лично познава Стоян Везенков, отправя писмо до султана с молба за помилване.

### В Сърбия
Освободеният Стоян заминава през 1868 година за Белград, където прекарва следващите години от живота си. Тук Везенков заедно с Ильо Малешевски, Георги Пулевски и Димитър Беровски се включва във Втората българска легия и участва в битките с турския гарнизон до разпускнето ѝ през същата година. През последвалия период Везенков, който от доста време е под силно сръбско влияние, е критикуван от Любен Каравелов, според когото той сътрудничел на сръбския националист Милош Милоевич, като му предоставял за негови публикации български народни песни от Македония, чиито текст Везенков умишлено сърбизирал. По-късно в 1876 година участва и в Сръбско-турската война, но е пленен от турците около Ниш. След войната е освободен и заминава през 1877 година за Букурещ, откъдето по-късно продължава за Одеса.

### Руско-турската война
По това време Русия усилено се подготвя за война с Османската империя. С военен обоз Стоян тръгва за Кишинев, за да търси по-малкия си брат Константин, назначен за лекар към Българското опълчение. В Кишинев Стоян Везенков помага на граф Игнатиев и Михаил Хитрово да сформират Българското опълчение. Наред с други задачи на командуването по настояване на Хитрово той започва да вербува във Влашко и Сърбия българи, желаещи да участват във войната. Висшето военно командване му възлага по време на войната задачата да осигури инженерно преминаването на руските войски през Стара планина. Знанията му на строител са оценени наравно с организаторската му способност. В разгара на войната се среща край Котел с брат си Константин, който е смъртно ранен и е в болница. Вторият брат на Стоян – Петър, който завършва инженерство, също загива за свободата на България като доброволец в руската армия, но неизвестно къде.

### След войната
Стоян Везенков присъства при подписването на Санстефанския мирен договор. За проявен героизъм във войната и участието му в създаването на Българското опълчение Стоян Везенков е награден с руския офицерски Георгиевски кръст за храброст, когато отново е представен на Александър II. По това време е решено да се изпрати граждански комисар за македонските области, влизащи в състава на Българското княжество. На този пост е назначен Михаил Хитрово, който е командирован в Македония. Хитрово предвижда създаване на доброволчески чети, като ангажира за целта Стоян Везенков, който се намира през цялото време с него. По време на Кресненско-Разложкото въстание в Охридско се организира чета, начело на която според някои източници стоял Стоян Везенков.
По-късно се връща обратно в Русия при сина си Владимир и дъщерите си Райна и Косара. Жена му Мария е умряла преди това при раждане. Везенков умира в Одеса през 1897 г.

## Родословие
|                 |                 |                 |                 |                 |                 |                 |                 |                  |                  |                  |                  |                              |                              |                              |                              |                                 |                                 |                                 |                                 | Йован Везенков                    |                                   |                                   |                                   |                                   |                                   |  |  |                                   |                                   |                                   |                                   |                                   |                                   |  |  |                               |                               |                               |                               |                               |                               |  |  |                             |                             |                             |                             |                             |                             |  |  |  |  |  |  |
|                 |                 |                 |                 |                 |                 |                 |                 |                  |                  |                  |                  |                              |                              |                              |                              |                                 |                                 |                                 |                                 |                                   |                                   |                                   |                                   |                                   |                                   |  |  |                                   |                                   |                                   |                                   |                                   |                                   |  |  |                               |                               |                               |                               |                               |                               |  |  |                             |                             |                             |                             |                             |                             |  |  |  |  |  |  |
|                 |                 |                 |                 |                 |                 |                 |                 |                  |                  |                  |                  |                              |                              |                              |                              |                                 |                                 |                                 |                                 |                                   |                                   |                                   |                                   |                                   |                                   |  |  |                                   |                                   |                                   |                                   |                                   |                                   |  |  |                               |                               |                               |                               |                               |                               |  |  |                             |                             |                             |                             |                             |                             |  |  |  |  |  |  |
|                 |                 |                 |                 | Мария Везенкова | Мария Везенкова | Мария Везенкова | Мария Везенкова | Мария Везенкова  | Мария Везенкова  |                  |                  | Стоян Везенков (1828 – 1897) | Стоян Везенков (1828 – 1897) | Стоян Везенков (1828 – 1897) | Стоян Везенков (1828 – 1897) | Стоян Везенков (1828 – 1897)    | Стоян Везенков (1828 – 1897)    |                                 |                                 | Константин Везенков (1848 – 1878) | Константин Везенков (1848 – 1878) | Константин Везенков (1848 – 1878) | Константин Везенков (1848 – 1878) | Константин Везенков (1848 – 1878) | Константин Везенков (1848 – 1878) |  |  | Петър Везенков                    | Петър Везенков                    | Петър Везенков                    | Петър Везенков                    | Петър Везенков                    | Петър Везенков                    |  |  | Румена Мушевска (1825 – 1881) | Румена Мушевска (1825 – 1881) | Румена Мушевска (1825 – 1881) | Румена Мушевска (1825 – 1881) | Румена Мушевска (1825 – 1881) | Румена Мушевска (1825 – 1881) |  |  | Иван Мушевски (1820 – 1900) | Иван Мушевски (1820 – 1900) | Иван Мушевски (1820 – 1900) | Иван Мушевски (1820 – 1900) | Иван Мушевски (1820 – 1900) | Иван Мушевски (1820 – 1900) |  |  |  |  |  |  |
|                 |                 |                 |                 | Мария Везенкова | Мария Везенкова | Мария Везенкова | Мария Везенкова | Мария Везенкова  | Мария Везенкова  |                  |                  | Стоян Везенков (1828 – 1897) | Стоян Везенков (1828 – 1897) | Стоян Везенков (1828 – 1897) | Стоян Везенков (1828 – 1897) | Стоян Везенков (1828 – 1897)    | Стоян Везенков (1828 – 1897)    |                                 |                                 | Константин Везенков (1848 – 1878) | Константин Везенков (1848 – 1878) | Константин Везенков (1848 – 1878) | Константин Везенков (1848 – 1878) | Константин Везенков (1848 – 1878) | Константин Везенков (1848 – 1878) |  |  | Петър Везенков                    | Петър Везенков                    | Петър Везенков                    | Петър Везенков                    | Петър Везенков                    | Петър Везенков                    |  |  | Румена Мушевска (1825 – 1881) | Румена Мушевска (1825 – 1881) | Румена Мушевска (1825 – 1881) | Румена Мушевска (1825 – 1881) | Румена Мушевска (1825 – 1881) | Румена Мушевска (1825 – 1881) |  |  | Иван Мушевски (1820 – 1900) | Иван Мушевски (1820 – 1900) | Иван Мушевски (1820 – 1900) | Иван Мушевски (1820 – 1900) | Иван Мушевски (1820 – 1900) | Иван Мушевски (1820 – 1900) |  |  |  |  |  |  |
|                 |                 |                 |                 |                 |                 |                 |                 |                  |                  |                  |                  |                              |                              |                              |                              |                                 |                                 |                                 |                                 |                                   |                                   |                                   |                                   |                                   |                                   |  |  |                                   |                                   |                                   |                                   |                                   |                                   |  |  |                               |                               |                               |                               |                               |                               |  |  |                             |                             |                             |                             |                             |                             |  |  |  |  |  |  |
|                 |                 |                 |                 |                 |                 |                 |                 |                  |                  |                  |                  |                              |                              |                              |                              |                                 |                                 |                                 |                                 |                                   |                                   |                                   |                                   |                                   |                                   |  |  |                                   |                                   |                                   |                                   |                                   |                                   |  |  |                               |                               |                               |                               |                               |                               |  |  |                             |                             |                             |                             |                             |                             |  |  |  |  |  |  |
| Райна Везенкова | Райна Везенкова | Райна Везенкова | Райна Везенкова | Райна Везенкова | Райна Везенкова |                 |                 | Косара Везенкова | Косара Везенкова | Косара Везенкова | Косара Везенкова | Косара Везенкова             | Косара Везенкова             |                              |                              | Владимир Везенков (1866 – 1930) | Владимир Везенков (1866 – 1930) | Владимир Везенков (1866 – 1930) | Владимир Везенков (1866 – 1930) | Владимир Везенков (1866 – 1930)   | Владимир Везенков (1866 – 1930)   |                                   |                                   |                                   |                                   |  |  | Александър Везенков (1867 – 1918) | Александър Везенков (1867 – 1918) | Александър Везенков (1867 – 1918) | Александър Везенков (1867 – 1918) | Александър Везенков (1867 – 1918) | Александър Везенков (1867 – 1918) |  |  |                               |                               |                               |                               |                               |                               |  |  |                             |                             |                             |                             |                             |                             |  |  |  |  |  |  |
| Райна Везенкова | Райна Везенкова | Райна Везенкова | Райна Везенкова | Райна Везенкова | Райна Везенкова |                 |                 | Косара Везенкова | Косара Везенкова | Косара Везенкова | Косара Везенкова | Косара Везенкова             | Косара Везенкова             |                              |                              | Владимир Везенков (1866 – 1930) | Владимир Везенков (1866 – 1930) | Владимир Везенков (1866 – 1930) | Владимир Везенков (1866 – 1930) | Владимир Везенков (1866 – 1930)   | Владимир Везенков (1866 – 1930)   |                                   |                                   |                                   |                                   |  |  | Александър Везенков (1867 – 1918) | Александър Везенков (1867 – 1918) | Александър Везенков (1867 – 1918) | Александър Везенков (1867 – 1918) | Александър Везенков (1867 – 1918) | Александър Везенков (1867 – 1918) |  |  |                               |                               |                               |                               |                               |                               |  |  |                             |                             |                             |                             |                             |                             |  |  |  |  |  |  |
|                 |                 |                 |                 |                 |                 |                 |                 |                  |                  |                  |                  |                              |                              |                              |                              |                                 |                                 |                                 |                                 |                                   |                                   |                                   |                                   |                                   |                                   |  |  | Михаил Везенков                   |                                   |                                   |                                   |                                   |                                   |  |  |                               |                               |                               |                               |                               |                               |  |  |                             |                             |                             |                             |                             |                             |  |  |  |  |  |  |
|                 |                 |                 |                 |                 |                 |                 |                 |                  |                  |                  |                  |                              |                              |                              |                              |                                 |                                 |                                 |                                 |                                   |                                   |                                   |                                   |                                   |                                   |  |  |                                   |                                   |                                   |                                   |                                   |                                   |  |  |                               |                               |                               |                               |                               |                               |  |  |                             |                             |                             |                             |                             |                             |  |  |  |  |  |  |
|                 |                 |                 |                 |                 |                 |                 |                 |                  |                  |                  |                  |                              |                              |                              |                              |                                 |                                 |                                 |                                 | Александър Везенков               | Александър Везенков               | Александър Везенков               | Александър Везенков               | Александър Везенков               | Александър Везенков               |  |  | Сашко Везенков (р. 1963)          | Сашко Везенков (р. 1963)          | Сашко Везенков (р. 1963)          | Сашко Везенков (р. 1963)          | Сашко Везенков (р. 1963)          | Сашко Везенков (р. 1963)          |  |  |                               |                               |                               |                               |                               |                               |  |  |                             |                             |                             |                             |                             |                             |  |  |  |  |  |  |
|                 |                 |                 |                 |                 |                 |                 |                 |                  |                  |                  |                  |                              |                              |                              |                              |                                 |                                 |                                 |                                 | Александър Везенков               | Александър Везенков               | Александър Везенков               | Александър Везенков               | Александър Везенков               | Александър Везенков               |  |  | Сашко Везенков (р. 1963)          | Сашко Везенков (р. 1963)          | Сашко Везенков (р. 1963)          | Сашко Везенков (р. 1963)          | Сашко Везенков (р. 1963)          | Сашко Везенков (р. 1963)          |  |  |                               |                               |                               |                               |                               |                               |  |  |                             |                             |                             |                             |                             |                             |  |  |  |  |  |  |
|                 |                 |                 |                 |                 |                 |                 |                 |                  |                  |                  |                  |                              |                              |                              |                              |                                 |                                 |                                 |                                 |                                   |                                   |                                   |                                   |                                   |                                   |  |  | Александър Везенков (р. 1995)     |                                   |                                   |                                   |                                   |                                   |  |  |                               |                               |                               |                               |                               |                               |  |  |                             |                             |                             |                             |                             |                             |  |  |  |  |  |  |